# Pavel Barėjša
Pavel Henadzevič Barėjša (in bielorusso Павел Генадзевіч Барэйша?; tr.en.: Pavel Genadzevich Bareisha; Hrodna, 16 febbraio 1991) è un martellista bielorusso.

## Biografia
Barėjša ha esordito a livello internazionale nel lancio del martello nel 2010. Nel 2014 è entrato a far parte della nazionale bielorussa qualificandosi agli Europei di Zurigo, arrivato decimo in finale. Ha vinto due medaglie d'argento alle Universiadi nel 2015 e nel 2017, entrambe le volte alle spalle del polacco Paweł Fajdek. Dopo aver preso parte ai Giochi olimpici di Rio de Janeiro 2016 sfiorando la qualificazione per quindici centimetri; nel 2017 Barėjša è stato premiato come atleta dell'anno in Bielorussia, conseguentemente alla finale conquistata ai Mondiali di Londra oltre che la medaglia a Taipei.
Nel 2018 è arrivato ai piedi del podio agli Europei di Berlino.

## Palmarès
| Anno | Manifestazione  | Sede           | Evento              | Risultato | Prestazione | Note |
| ---- | --------------- | -------------- | ------------------- | --------- | ----------- | ---- |
| 2010 | Mondiali U20    | Moncton        | Lancio del martello | 6º        | 73,23 m     |      |
| 2011 | Europei U23     | Ostrava        | Lancio del martello | 17º (q)   | 65,41 m     |      |
| 2014 | Europei         | Zurigo         | Lancio del martello | 10º       | 74,73 m     |      |
| 2015 | Universiadi     | Gwangju        | Lancio del martello | Argento   | 75,75 m     |      |
| 2015 | Mondiali        | Pechino        | Lancio del martello | 25º (q)   | 71,41 m     |      |
| 2016 | Europei         | Amsterdam      | Lancio del martello | 14º (q)   | 72,19 m     |      |
| 2016 | Giochi olimpici | Rio de Janeiro | Lancio del martello | 13º (q)   | 73,33 m     |      |
| 2017 | Mondiali        | Londra         | Lancio del martello | 9º        | 75,86 m     |      |
| 2017 | Universiadi     | Taipei         | Lancio del martello | Argento   | 77,98 m     |      |
| 2018 | Europei         | Berlino        | Lancio del martello | 4º        | 77,02 m     |      |

## Altre competizioni internazionali
2017
- agli Europei a squadre (Super League) ( Lilla), lancio del martello - 77,52 m